# توم كارتر (لاعب اتحاد الرغبي)
توم كارتر (بالإنجليزية: Tom Carter)‏ هو لاعب اتحاد الرغبي أسترالي، ولد في 25 فبراير 1983 في يونغ في أستراليا.

## وصلات خارجية
- توم كارتر على موقع سلسلة سباعيات الرغبي العالمية - رجال (الإنجليزية)